# Brit Sandaune
Brit Sandaune, född den 5 juni 1972 i Skatval, Norge, är en norsk fotbollsspelare. Vid fotbollsturneringen under OS 2000 i Sydney deltog hon i det norska lag som tog guld.